# Julio Roberto Gómez
Julio Roberto Gómez Esguerra (Cachipay, Cundinamarca, 15 de noviembre de 1951-Bogotá, 25 de enero de 2021) fue un sindicalista, político y tipógrafo colombiano.

## Biografía
Nació en Cachipay, Cundinamarca, donde inició como seminarista y posteriormente comienzo a ejercer como tipógrafo. En 1982. hasta su muerte fue miembro de Confederación de Trabajadores de Colombia. En 2004 al 2006 ejerció como presidente de la Central Latinoamericana y del Caribe de Trabajadores, fue absorbida por la Confederación Sindical Internacional, en 2008 fue elegido presidente adjunto de la Confederación Sindical de Trabajadores de las Américas.
En 2019 fue unos de los promotores del Paro de Colombia en la cual protestaba contra las reformas económicas, sociales y educativas del gobierno de Iván Duque Márquez. Tuvo un diagnóstico positivo de COVID-19 en diciembre de 2020, por lo que fue hospitalizado en Bogotá. Fue internado en la Unidad de Cuidados Intensivos y murió el 25 de enero de 2021 por una neumonía derivada de la enfermedad.